# マセラティ・カリフ
カリフはイタリアの自動車メーカー、マセラティが1983年から1993年に製造・販売していた高級スポーツカー。

## 概要
- 1988年のジュネーブモーターショーで発表したピュアスポーツクーペでマセラティ・ビトゥルボシリーズ最短ホイールベースの2,400mmでマセラティ・スパイダー・ザガートと共有している。マセラティ・スパイダーにハードトップ付けた形状だった。

- エンジンはマセラティ・228、マセラティ・222、マセラティ・スパイダーなどの2.8L V型6気筒SOHCツインターボエンジンをチューニング、最高出力は255PS(日本仕様は触媒付の250PS)。1989年末にマセラティ・シャマルが誕生するまでマセラティ車では最大出力であった。価格は745万円から795万円だった。

- インテリアはマセラティ・ビトゥルボシリーズ共通で、シートは張り出しの大きいバケットシート。

## リンク
- マセラティ・ビトゥルボ
- マセラティ・228
- マセラティ・222
- マセラティ・スパイダー